# Beeville Country Club
Der Beeville Country Club ist ein Golfplatz in Beeville, Bee County im US-Bundesstaat Texas. Die etwa 36 Hektar große Anlage befindet sich nördlich der Stadt abseits der U.S. Route 181 an der U.S. 181-Business Route. Der 9-Loch-Golfkurs wurde 1929 angelegt und verfügt ebenfalls über einige Tennisplätze und ein Freiluft-Schwimmbad.